# Twin Lake (Michigan)
Twin Lake – jednostka osadnicza w Stanach Zjednoczonych, w stanie Michigan, w hrabstwie Muskegon.